# Lamprospora dictydiola
Lamprospora dictydiola är en svampart som beskrevs av Boud. 1907. Lamprospora dictydiola ingår i släktet Lamprospora och familjen Pyronemataceae.  Artens status i Sverige är: Osäker förekomst. Inga underarter finns listade i Catalogue of Life.